# Garage Days Re-Revisited
Garage Days Re-Revisited, även känd som The $5.98 E.P.: Garage Days Re-Revisited, är en EP av thrash metalbandet Metallica, utgiven i augusti 1987. EP:n består av covers inom metalgenren på musik från 1970-talet och 1980-talet, och titeln anspelar på den period då Metallica fortfarande var ett garageband. 
EP:n gjordes mest för att presentera Metallicas nye basist Jason Newsted för fansen, och spelades in under sex dagar. Låtarna plus flera andra covers finns även på albumet Garage Inc. från 1998.

## Låtlista
| Nr           | Titel                         | Originalartist | Längd |
| ------------ | ----------------------------- | -------------- | ----- |
| 1.           | Helpless                      | Diamond Head   | 6:39  |
| 2.           | The Small Hours               | Holocaust      | 6:43  |
| 3.           | The Wait                      | Killing Joke   | 4:55  |
| 4.           | Crash Course in Brain Surgery | Budgie         | 3:10  |
| 5.           | Last Caress/Green Hell        | Misfits        | 3:30  |
| Total längd: | Total längd:                  | Total längd:   | 25:05 |

## Medverkande
- James Hetfield — sång, kompgitarr
- Kirk Hammett — sologitarr
- Jason Newsted — elbas, bakgrundssång
- Lars Ulrich — trummor